# Ludovic Obiang
Pour les articles homonymes, voir Obiang.
 (octobre 2024).
La mise en forme du texte ne suit pas les recommandations de Wikipédia : il faut le « wikifier ».
Les points d'amélioration suivants sont les cas les plus fréquents. Le détail des points à revoir est peut-être précisé sur la page de discussion.
- Les titres sont pré-formatés par le logiciel. Ils ne sont ni en capitales, ni en gras.
- Le texte ne doit pas être écrit en capitales (les noms de famille non plus), ni en gras, ni en italique, ni en « petit »…
- Le gras n'est utilisé que pour surligner le titre de l'article dans l'introduction, une seule fois.
- L'italique est rarement utilisé : mots en langue étrangère, titres d'œuvres, noms de bateaux, etc.
- Les citations ne sont pas en italique mais en corps de texte normal. Elles sont entourées par des guillemets français : « et ».
- Les listes à puces sont à éviter, des paragraphes rédigés étant largement préférés. Les tableaux sont à réserver à la présentation de données structurées (résultats, etc.).
- Les appels de note de bas de page (petits chiffres en exposant, introduits par l'outil «  Source ») sont à placer entre la fin de phrase et le point final[comme ça].
- Les liens internes (vers d'autres articles de Wikipédia) sont à choisir avec parcimonie. Créez des liens vers des articles approfondissant le sujet. Les termes génériques sans rapport avec le sujet sont à éviter, ainsi que les répétitions de liens vers un même terme.
- Les liens externes sont à placer uniquement dans une section « Liens externes », à la fin de l'article. Ces liens sont à choisir avec parcimonie suivant les règles définies. Si un lien sert de source à l'article, son insertion dans le texte est à faire par les notes de bas de page.
- La présentation des références doit suivre les conventions bibliographiques. Il est recommandé d'utiliser les modèles {{Ouvrage}}, {{Chapitre}}, {{Article}}, {{Lien web}} et/ou {{Bibliographie}}. Le mode d'édition visuel peut mettre en forme automatiquement les références.
- Insérer une infobox (cadre d'informations à droite) n'est pas obligatoire pour parachever la mise en page.

Pour une aide détaillée, merci de consulter Aide:Wikification.
Si vous pensez que ces points ont été résolus, vous pouvez retirer ce bandeau et améliorer la mise en forme d'un autre article.
Ludovic Obiang, né le 21 septembre 1965 à Libreville, est un poète, essayiste, nouvelliste et dramaturge gabonais. Auteur de nombreux textes publiés dans différentes revues, il se fait remarquer du grand public à l’occasion de la parution de son recueil de nouvelles L'Enfant des masques en 1999 et son œuvre théâtrale Péronelle, mise en scène par Dominique Douma, en janvier 2006 à Paris.

## Biographie
Musicologue et théoricien de la littérature, spécialiste de l’organologie africaine et de l’identité littéraire. Il a publié de nombreux essais dans des revues locales et internationales. Coordinateur du Groupe de Recherche sur l’Identité Littéraire (GRILNA-OURIKA) de l’IRSH, il dirige les deux revues en lignes du CENAREST (Itineris Plus et ScienceSud).
Après s’être fondé sur le système interne des récits pour concilier unicité structurale du roman et consciences identitaires africaines, il travaille aujourd’hui à complexifier sa théorie de l’identité, à la fois par une application de sa poétique générale à l’examen des poétiques individuelles « Réécriture de l’existant et refus de l’inédit dans le théâtre d’Aimé Césaire », Le veilleur de conscience, PUG, 2009 ; « Affirmation de la déréliction et prémonition de la renaissance dans l’œuvre romanesque de Sony Labou Tansi », ScienceSud 2011 ; « Entendre l’écriture comme une partie de chasse », Alternative Francophone 2011) et par un approfondissement de l’intermédialité écriture/oralité (« Lire le roman de parole », ScienceSud 2009), de manière à construire une sémiotique générale de la culture africaine
.

## Ouvrages

### Textes

#### Nouvelles
- L'Enfant des masques et La Ville endormie, in Notre Librairie no 119.
- L'Enfant des masques, Éditions Ndzé / L'Harmattan, collection Encres Noires, 1999.
- Et si les crocodiles pleuraient pour de vrai, Éditions Ndzé, 2006.
- Le Mystère Odabor, in Le huitième péché, collectif, Éditions Ndzé, 2006.
- Pour jouer du tambour-maître, in Notre Librairie no 135, et dans Je suis vraiment de bonne foi, collectif, Éditions Ndzé, 2001.
- On a perdu Monsieur Paul, in Amour de villes, villes africaines, Éditions Dapper, 2002.

#### Œuvres théâtrales
- Péronelle, Éditions Ndzé, 2001.

### Mises en scène
- Entre deux feux, théâtre, 1995.
- Les Triplés, théâtre, 1995.
- Péronelle, mise en scène Dominique Douma, janvier 2006 à Paris.

## Articles
(octobre 2024).
- Voyage au bout du silence, Panorama critique du roman gabonais, Notre Librairie, Revue des littératures du Sud (Actualité littéraire 1998-1999) no 138-139, novembre 1999 - mars 2000, pp. 30-40.
- Typologie du roman africain : problématique du genre et identité littéraire, in Revue de l’Institut de Recherche en Sciences Humaines, no 4-5, juin 1998 - juin 1999, pp. 86-98.
- Le Silence des oiseaux de pluie, Fiction littéraire et représentation du monde dans le roman francophone subsaharien, Notre Librairie (La question des savoirs) no 144, avril - juin 2001, pp. 33-39.
- Sans père mais non sans espoir : la figure de l’orphelin dans la littérature francophone subsaharienne, in Mots Pluriels, septembre 2002.
- Les Souffleurs de vie, dans la Revue Riveneuve Continents, revue des littératures en langue française, n° 1, 2005
- Gabon : la littérature en question, Études littéraires, critiques, Alliance Française de Lecce (Italie), novembre 2011
- L’identité nègre n’est pas celle que l’on croit, no 41, Octobre 2001, Paris, L’Harmattan, pp. 42- 44.
- Sous un grand tas de morts… (Promenades congolaises), juin 2004.
- Extrait d’une nouvelle de Ludovic Emane Obiang, n° 59 - rebonds.
- La recherche en ethnomusicologie, fondement d’une politique nationale de la musique au Gabon, n° 59 - cahier critique.
- Le rôle du livre scolaire dans l’élaboration d’une culture de la lecture en Afrique, n° 57 - rebonds
- Jean Ghalbert Nzé : changer pour rester soi-même, n° 57 - Cahier critique.
- Fourn Mendome, donner un centre au monde, n° 57 - cahier critique.
- L’identité nègre n’est pas celle que l’on croit, n° 41 - dossier.